# Saint-Benoît (Ain)
Saint-Benoît era una comuna francesa situada en el departamento de Ain, de la región de Auvernia-Ródano-Alpes, que el 1 de enero de 2016 pasó a ser una comuna delegada de la comuna nueva de Groslée-Saint-Benoît al fusionarse con la comuna de Groslée.

## Demografía
| Gráfica de evolución demográfica de Saint-Benoît (Ain) entre 1800 y 2018 |
|                                                                          |

Los datos demográficos contemplados en este gráfico de la comuna de Saint-Benoît se han cogido de 1800 a 1999 de la página francesa EHESS/Cassini, y los demás datos de la página del INSEE.